# Список потерь авиации сторон в военных действиях на Балканах (1991—1995)
В данном списке перечислены потери самолётов враждующих сторон в ходе военных конфликтов на территории бывшей Социалистической Федеративной Республики Югославии в 1991—1995 годах. Список составлен по данным открытых источников в сети Интернет и может быть неполным или содержать неточности.

## НАТО
С апреля 1993 года авиация НАТО осуществляла патрулирование воздушного пространства над Боснией в целях недопущения полётов боевых самолётов враждующих сторон согласно резолюции СБ ООН 781 (1992). Весной 1994 года самолёты НАТО впервые были привлечены к нанесению ударов по наземным целям для поддержки миротворческих сил ООН. В августе—сентябре 1995 года была проведена воздушная операция «Умеренная сила» против боснийских сербов.
- 16 апреля 1994 — «Си Харриер» FRS.1 (серийный номер XZ498, 801-я эскадрилья Королевских ВМС Великобритании). Сбит ракетой ПЗРК в районе Горажде. Пилот катапультировался и был спасён подразделением британской SAS[2][3]. Некоторые источники ошибочно относят эту потерю к 16 апреля 1993 года[4].
- 2 июня 1995 — F-16C Block 40E «Файтинг Фалькон» (серийный номер 89-2032, 555-я тактическая истребительная эскадрилья ВВС США). Сбит ЗРК «Куб» во время патрулирования района Баня-Луки. Пилот катапультировался и спасён вертолётом Корпуса морской пехоты США 8 июня[5].
- 30 августа 1995 — «Мираж» 2000N (номер 346/3-JD, эскадрилья EC.2/3 ВВС Франции). Сбит ракетой ПЗРК в районе Пале во время операции «Умеренная сила». Оба пилота катапультировались, попали в плен к боснийским сербам и были освобождены в декабре[6].

## Республика Сербская
Республика Сербская была провозглашена боснийскими сербами в январе 1992 года, а в апреле объявила о своей независимости. Она получила авиационную технику от Югославской народной армии, покидавшей Боснию, и использовала её в ходе войны 1992—1995 годов.
Список потерянных самолётов Республики Сербской является неполным.
- 26 июня (или 28 июня) 1992 — J-22 «Орао» (серийный номер 25105). Сбит над Брчко. Пилот погиб при катапультировании[7][8].
- 28 февраля 1994 — пять J-21 «Ястреб». Сбиты американскими истребителями F-16 в воздушном бою над Баня-Лукой. Два пилота катапультировались, три — погибли.

## Хорватия
Хорватия начала создавать свои национальные ВВС сразу после провозглашения независимости в 1991 году. Хорватская боевая авиация принимала участие в ряде локальных вооружённых акций против Сербской Краины в 1992—1994 годах, а также в двух крупных наступлениях («Молния» и «Буря») в 1995 году.
Список потерянных хорватских самолётов является неполным (в основном из-за нехватки информации о потерях Ан-2).
- 2 декабря 1991 — Ан-2. Сбит ЗРК «Куб» в районе Винковцы. Все 4 находившихся на борту человека погибли[9].
- 24 июня 1992 — МиГ-21бис (борт. номер 101). Сбит «дружественным огнём» (ракетой ПЗРК) в районе Приедор. Пилот катапультировался, однако его дальнейшая судьба не была выяснена (числится погибшим)[10].
- 14 сентября 1993 — МиГ-21бис. Сбит ракетой ПЗРК. Пилот погиб[10].
- 2 мая 1995 — МиГ-21бис (борт. номер 119). Сбит зенитным огнём над Босанска-Градишкой. Пилот погиб[10].

## Югославия

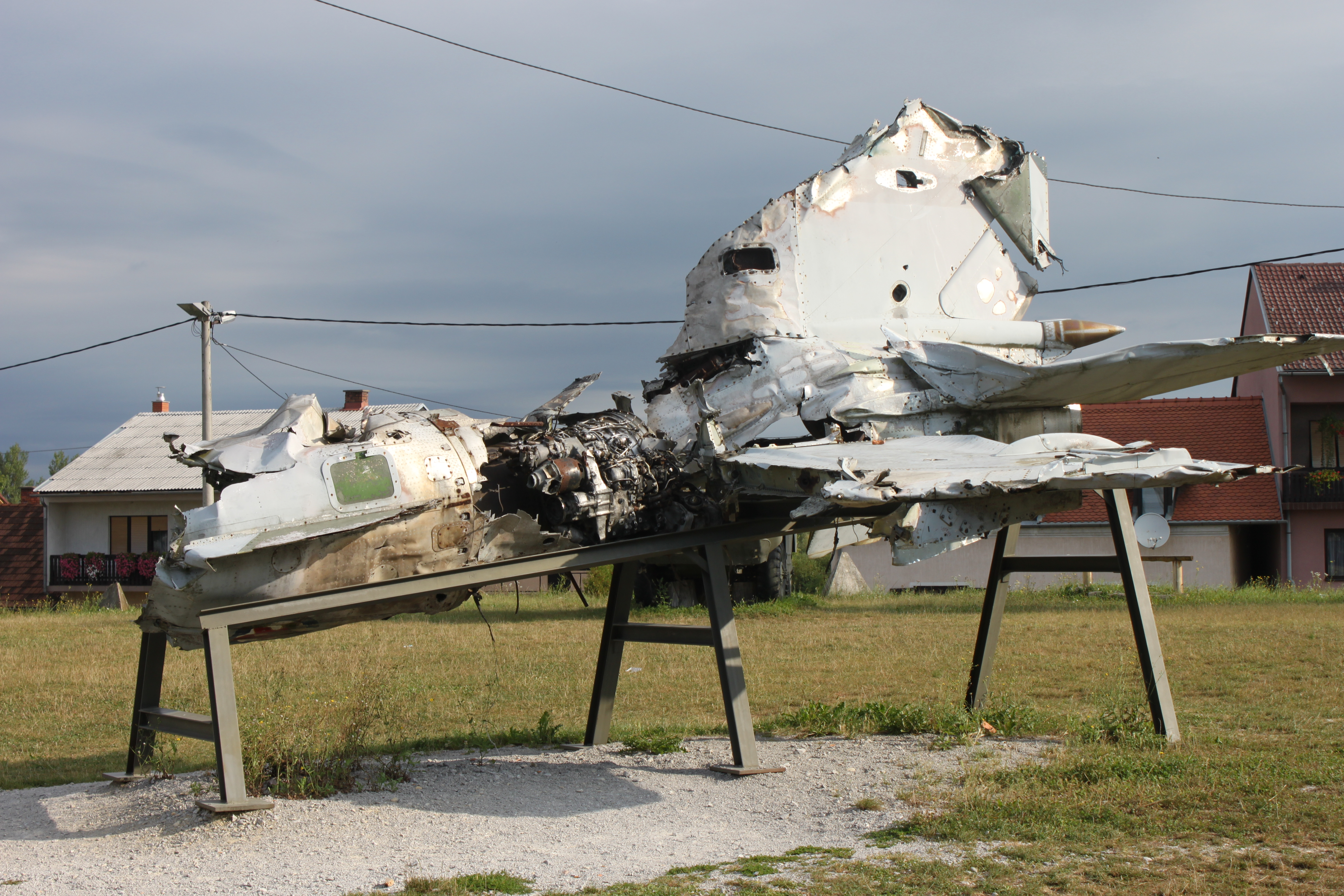
Обломки МиГ-21бис ВВС Югославии, сбитого хорватской ПВО во время налёта на деревню Саборска 9 ноября 1991. Музей Войны за независимость Хорватии

Югославская народная армия (ЮНА) активно применяла авиацию во время наступления в Хорватии (1991), а также в первые недели Боснийской войны (апрель—май 1992). Когда ЮНА покидала Боснию, то передала находившиеся под её контролем авиабазы Залусаны и Маховляны вместе с авиатехникой боснийским сербам.
Список потерянных югославских самолётов является неполным.
- 24 августа 1991 — J-21 «Ястреб» (серийный номер 24256, 252-я истребительно-бомбардировочная эскадрилья). Сбит зенитным огнём в районе Вуковара. Пилот катапультировался[7].

- 16 сентября 1991 — J-21 «Ястреб» (серийный номер 24136, 252-я истребительно-бомбардировочная эскадрилья). Сбит зенитным огнём в районе Осиек. Пилот катапультировался[7].
- 17 сентября 1991 — J-21 «Ястреб» (серийный номер 24116, 252-я истребительно-бомбардировочная эскадрилья). Сбит зенитным огнём возле Теня. Пилот катапультировался[7].
- 17 сентября 1991 — G-4 «Супер Галеб» (серийный номер 23603, 252-я истребительно-бомбардировочная эскадрилья). Сбит зенитным огнём возле Вуковара. Пилот катапультировался[7].
- 18 сентября 1991 — МиГ-21бис (серийный номер 17212, 125-я истребительная эскадрилья). Сбит зенитным огнём в районе Петриня. Пилот погиб при катапультировании[7].
- 18 сентября 1991 — МиГ-21бис (серийный номер 17109, 124-я истребительная эскадрилья). Сбит зенитным огнём в районе Огулин. Пилот катапультировался и попал в плен[7].
- 19 сентября 1991 — NJ-22 «Орао» (серийный номер 25508). Сбит зенитным огнём в районе Дьяково. Пилот катапультировался и попал в плен[7].
- 17 октября 1991 — J-21 «Ястреб». Сбит зенитным огнём над Стон. Пилот погиб при катапультировании[7].
- Октябрь 1991 — МиГ-21бис (серийный номер 17130). Сбит в районе Слунь. Информации о судьбе пилота нет[12].
- 4 ноября 1991 — J-21 «Ястреб». Подбит над Вуковаром и разбился на территории, контролируемой ЮНА. Пилот катапультировался[7].
- 8 ноября 1991 — МиГ-21Р (серийный номер 26109). Сбит ракетой ПЗРК в районе Дельницы. Пилот катапультировался и попал в плен[7].
- 9 ноября 1991 — МиГ-21бис (серийный номер 17156). Сбит зенитным огнём в районе Дьяково. Пилот катапультировался и попал в плен[7].
- 9 ноября 1991 — G-4 «Супер Галеб» (серийный номер 23734, 252-я истребительно-бомбардировочная эскадрилья). Сбит зенитным огнём в районе Дьяково. Оба пилота катапультировались[7].
- 12 ноября 1991 — J-21 «Ястреб». Сбит ракетой ПЗРК в районе Синя. Пилот катапультировался и попал в плен[7].
- 15 ноября 1991 — J-21 «Ястреб». Сбит над морем. Пилот катапультировался и спасён ВМС Югославии[7].
- 12 апреля 1992 — МиГ-21Р (серийный номер 261111). Сбит над Боснией. Пилот катапультировался и попал в плен[13].
- 23 апреля 1992 — J-21 «Ястреб». Сбит над Боснией. Пилот катапультировался и попал в плен[13].
- 24 апреля 1992 — J-21 «Ястреб». Сбит над Боснией. Пилот катапультировался и сумел пешком вернуться на свою базу[13].
- 24 апреля 1992 — G-4 «Супер Галеб» (серийный номер 23631). Сбит над Боснией. Пилот катапультировался и попал в плен[13].
- 2 мая 1992 — МиГ-21 (серийный номер 17152, 124-я истребительная эскадрилья). Сбит ракетой ПЗРК над Дьяково. Пилот пропал без вести (вероятно, не успел катапультироваться)[13].